# لئونارد تامپسون
لئونارد تامپسون (انگلیسی: Leonard Thompson; ۱۸ فوریهٔ ۱۹۰۱ – ۲۶ اوت ۱۹۶۸ (aged 67)) بازیکن فوتبال اهل بریتانیا بود.
از باشگاه‌هایی که در آن بازی کرده‌است می‌توان به باشگاه فوتبال بیرمنگام سیتی، باشگاه فوتبال آرسنال، باشگاه فوتبال سوانزی سیتی، باشگاه فوتبال کریستال پالاس، و باشگاه فوتبال بارنزلی اشاره کرد.